# Jarsteinen
La réserve naturelle de Jarsteinen et Jarstein se compose d'une petite île presque nue avec de petits îlots, des récifs et des plans d'eau en connexion directe avec l'île, qui est protégée et située juste au large de la côte à Karmøy et juste à l'ouest du village de Skudeneshavn.

## Description
L'île, entourée d'îlots et de récifs ainsi que de zones maritimes à une distance d'environ 50 m de la terre, fait partie de la réserve naturelle de Jarstein, qui a été créée par la résolution du prince héritier régent du 7 mai 1982. Elle est composée d'une partie terrestre et d'une partie marine

## Réserve naturelle
Le but de la conservation est de préserver une importante localité d'oiseaux marins avec les communautés végétales et les espèces animales qui sont naturellement liées à la zone, en particulier du point de vue des oiseaux marins et de leurs lieux de nidification.
Parmi les oiseaux de mer qui nichent à Jarsteinen figurent l'Oie cendrée, l'Eider à duvet, le Fulmar boréal, le Goéland brun, le Goéland argenté, le Goéland marin, la Mouette tridactyle et le Guillemot à miroir  ainsi que le Grèbe huppé, le Pipit maritime, la Bergeronnette grise, le canard colvert et le Grand Corbeau qui y nichent.  De plus, une colonie de cormoran huppé y réside et plusieurs autres espèces visitent Jarsteinen, comme le Faucon pèlerin et le Pygargue à queue blanche.